# Никифор (Бажанов)
Архимандрит Никифор (в миру — Алексей Михайлович Бажанов; 16 (28) мая 1832 года, Москва, Российская империя — 15 (27) декабря 1895 года, там же) — священнослужитель Православной российской церкви, настоятель Высоко-Петровского монастыря, духовный писатель.

## Биография
Родился в 1832 году в Москве в семье диакона (позднее священника) церкви Спаса Преображения на Песках. Обучался в Московской духовной семинарии и после её окончания был назначен учителем, а с 1857 года — инспектором Перервинского духовного училища. 9 февраля 1864 года принял монашеский постриг с именем Никифор и 31 марта того же года назначен смотрителем Московского Донского училища. C 1876 года смотритель Перервинского духовного училища.
15 ноября 1878 года по собственному прошению был уволен от духовно-учебной службы и определён на проживание в Перервинский монастырь. 25 марта 1887 года был возведён в сан игумена. 25 ноября того же года назначен настоятелем московского Высоко-Петровского монастыря, а 12 декабря — возведён в сан архимандрита.
Состоял во многих общественных организациях:
- действительный член Общества любителей духовного просвещения (с 1867 года);
- член-сотрудник Православного Палестинского Общества (с 1885 года);
- товарищ председателя Комитета грамотности при Московском Обществе сельского хозяйства (1890—1892 годы);
- председатель отдела распространения духовно-нравственных книг, состоящего под покровительством императрицы (с 1892 года).

Скончался в Москве в ночь на 15 декабря 1895 года.

## Литературная деятельность

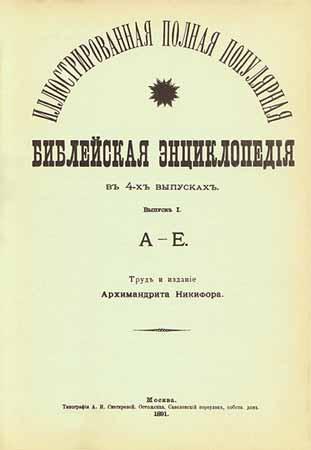
Библейская энциклопедия архимандрита Никифора

Главным трудом архимандрита Никифора является Иллюстрированная полная популярная Библейская Энциклопедия, написанная им в 1890—1891 годы. Согласно предисловию Никифор имел целью дать ответы «почти на большую часть вопросов библейской археологии, архитектуры, астрономии, географии, биографии библейских деятелей, ботаники, священной библиографии, военной науки, зоологии, земледелия, искусств, минералогии, метеорологии, медицины, математики, нумизматики, педагогики, физики, этнографии и др». Составленная им энциклопедия включает около 7500 объяснений различных понятий из книг Ветхого и Нового Заветов.
Кроме энциклопедии архимандритом Никифором написано:
- «Пособие при чтении и изучении Библии в семье и школе» (М., 1894) выпуск I, выпуск II, выпуск III;
- несколько статей в «Сборнике для любителей духовного чтения» (М., 1888).